# Marduk-apal-iddina II
Marduk-apal-idina II, también conocido como Merodac-Baladán II, Marduk-Baladan o Berodach-Baladan fue un rey de la IX dinastía de Babilonia, aunque también algunos asiriólogos sugieren que su reinado pueda considerarse como una ilegítima tercera dinastía del País del Mar. Reinó en dos períodos, el primero en (722 a. C.-710 a. C.), y el segundo en 703 a. C.

## Primer reinado
Arameo, originario de Bit-Yakin, era rey del País del Mar, (cuando éste ya era una provincia del Imperio Nuevo Asirio) y fue personalmente a rendir tributo al vencedor, cuando el asirio Tiglath-Pileser III derrocó al babilonio Nabu-mukin-zeri en 729 a. C. En 722 a. C., firmó un acuerdo provisional con Sargón II, que acababa de subir al trono de Asiria y pasaba por momentos de grave apuro por revueltas internas. Sin embargo, poco después, entró en Babilonia, y con apoyo de Elam se hizo con el poder.
En 710 a. C., Sargón II, que ya había conseguido asegurar sus fronteras, se preparó a recuperar Babilonia. Merodac-Baladán esperaba recibir ayuda elamita, pero nunca llegó, y se vio obligado a retroceder ante las tropas asirias, y a refugiarse en el terreno pantanoso del País del Mar, pasando el trono de Babilonia a a Asiria una vez más.

## Segundo reinado
En el año 703 a. C., Merodac-Baladán surgió de nuevo del País del Mar, y derrocó a Marduk-zakir-suma II, rey babilonio, del que nada se sabe, logrando el trono por segunda vez. Gracias a disponer de los tesoros del templo Esagil de Marduk, se aseguró el auxilio del rey Shutruknakhkhunte II de Elam, que le envió tropas. Sin embargo, el asirio Senaquerib les venció a ambos, e impuso en Babilonia a Bel-ibni, un noble babilonio educado en Asiria. De nuevo, Merodac-Baladán tuvo que refugiarse en el País del Mar, donde las tropas asirias no le pudieron capturar.
Senaquerib volvió a Asiria, con un gran botín, pero el babilonio reapareció poco después, emprendiendo una labor subversiva en el sur de Mesopotamia. Una vez más, Senaquerib respondió al desafío, y en 700 a. C. envió tropas, que tampoco esta vez pudieron capturar al escurridizo Merodac-Baladán, pues esta vez se refugió en Elam. Tan solo pudieron capturar a sus hermanos y a varios príncipes reales. Murió en el exilio algunos años más tarde.

## En la Biblia
Se le menciona como rey de Babilonia en los días del rey Ezequías de Judá, en 2 Reyes 20:12 (aquí llamado Merodac-Baladán) y en Isaías 39:1. En ambos pasajes envía una carta a Ezequías, tras haber oído hablar de su enfermedad y recuperación. Los mensajeros que llevan la carta son generosamente recibidos por Ezequías, quien, con excesiva franqueza, muestra la riqueza acumulada en su reino. Este acto es criticado por el profeta Isaías, quien reprende al rey por su imprudente exhibición.